# Белоусов, Александр Антонович
Александр Антонович Белоусов (род. 4 декабря 1945) ― советский российский инженер, кинематографист и педагог. Доктор технических наук, профессор. Ректор Санкт-Петербургского государственного института кино и телевидения в 1997―2010 гг.

## Биография
Родился 4 декабря 1945 года в станице Даховская (ныне ― Республика Адыгея). Окончил Ленинградский институт авиационного приборостроения (ныне — ГУАП) в 1970 году, после чего продолжил своё обучение в аспирантуре и начал преподавательскую и научную деятельность. С 1978 года и по настоящее время работает в Санкт-Петербургском государственном институте кино и телевидения: профессор кафедры механики, проректор по заочному обучению, проректор по учебной работе, первый проректор, и, наконец, ― ректор в 1997―2010 гг.
Доктор технических наук (2004). Посвятил преподавательской деятельности более тридцати лет своей жизни. Является автором более сотни научных публикаций.
Член-корреспондент Международной академии информатизации и Международной академии наук высшей школы, Международного общества инженеров кино и телевидения (SMPTE).
В созыве 2009―2014 годов являлся депутатом муниципального образования Волковское в составе Фрунзенского района Санкт-Петербурга от партии Единая Россия.
В 1997 г. был награждён орденом Дружбы. В 2004 году стал лауреатом всероссийского конкурса «Инженер года». Является заслуженным работником культуры Российской Федерации. Член Союза кинематографистов. В марте 2007 г. стал лауреатом премии «НИКА». Также был удостоен медали ордена «За заслуги перед Отечеством» II степени. Награждён знаком «Изобретатель СССР».